# 兰尼恩·奎特
兰尼恩·奎特（Lanyon Quoit）是英国英格兰康瓦爾郡的一座石棚墓，位于Morvah东南2英里处。1769年，William Borlase在一份出版物中首次提到了这个巨石遗址。它於1815年的一场风暴中倒塌，并在9年后重新竖立起来，因此現今的兰尼恩·奎特与原来的样子大不相同。

## 位置
兰尼恩·奎特位于彭赞斯的西北部Madron和Morvah之间的道路上。它位于道路以东50米处。
兰尼恩·奎特以西700米处是另一座石墓遗址，称为West Lanyon Quoit。